# Kocsér, Pesta
Kocsér  este un sat în districtul Nagykőrös, județul Pesta, Ungaria, având o populație de 1.914 locuitori (2011). 

## Demografie
Componența etnică a satului Kocsér
     Maghiari (96,97%)
     Necunoscut (1,34%)
     Alții (1,69%)
Componența confesională a satului Kocsér
     Romano-catolici (61,76%)
     Reformați (10,4%)
     Fără religie (6,01%)
     Necunoscută (21,32%)
     Alte religii (0,52%)
Conform recensământului din 2011, satul Kocsér avea 1.914 locuitori. Din punct de vedere etnic, majoritatea locuitorilor (96,97%) erau maghiari. Apartenența etnică nu este cunoscută în cazul a 1,34% din locuitori.  Din punct de vedere confesional, majoritatea locuitorilor (61,76%) erau romano-catolici, existând și minorități de reformați (10,4%) și persoane fără religie (6,01%). Pentru 21,32% din locuitori nu este cunoscută apartenența confesională.